# Carex oligantha
Carex oligantha är en halvgräsart som beskrevs av Ernst Gottlieb von Steudel. Carex oligantha ingår i släktet starrar, och familjen halvgräs. Inga underarter finns listade i Catalogue of Life.